# ستيفن كوفي
ستيفن ر. كوفي (Stephen R. Covey) (24 أكتوبر 1932 - 16 يوليو 2012)، كاتب ومؤلف أمريكي ولد بولاية يوتاه الأمريكية.
هو أب لتسعة أبناء وجد لـ ٥٤ حفيدا، عاش مع زوجته "ساندرا" بمدينة بروفو (بولاية يوتاه. وكان قد استلم جائزة «الأبوة» عام 2003 من منظمة المبادرة الوطنية للأبوة. يحمل ستيفن كوفي شهادة بكالوريوس في علوم إدارة الأعمال من جامعة يوتاه بمدينة «سولت ليك»، ويحمل شهادة ماجيستير في إدارة الأعمال من جامعة هارفارد، ودكتوراه في التعليم الديني من جامعة «بيرجهام يانج» وهو مدير مؤسسة فرانكلين كوفي.

## كتبه ومؤلفاته
كتاب «العادات السبع للناس الأكثر فعالية» يعتبر من أكثر الكتب مبيعا بالولايات المتحدة والعالم. كتب العديد من المؤلفات الأخرى منها كتاب «الأَوْلى أولا»، وكتاب «القيادة المرتكزة على المبادئ». كتابه الأخير «العادة الثامنة» والذي ظهر في العام 2004. وقام بإنشاء مركز كوفي للقيادة عام 1997، والذي اندمج مع مؤسسة كبرى أخرى ليعمل تحت اسم مركز فرانكلين كوفي، والمركز يقدم خدمات عالية المستوى في مجالي الاستشارات والتدريب للمؤسسات والأفراد. وتنص مهمة المركز على: "We enable greatness in people and organizations everywhere".في عام 2008، قام د. كوفي بإطلاق موقع خدمي على الإنترنت تحت اسم «مجتمع كوفي على الشبكة»، ويعتبر الموقع مزيجا من دورات تدريبية وشبكة اجتماعية للمهتمين بالتنمية الذاتية. يستخدم ستيفن كوفي الموقع أيضا كوسيلة لتدريس أحدث أفكاره في مجال القيادة والمجالات المطروحة على الموقع عموما. درّب ستيفن كوفي العشرات من قادة الدول.

## العادة الثامنة
يعتبر كتاب «العادة الثامنة: من الفعالية إلى العظمة» “The 8th Habit: From Effectiveness to Greatness”، جزء مكمل لكتاب «العادات السبع»، فكوفي يعتقد أن العادات السبع لا تكفي في عصرنا الحالي «عصر العمل المعتمد على المعرفة». ويعترف بأننا في عصرنا الحالي نواجه مشكلات وتعقيدات تتفاوت في الحجم عما كان من قبل.
تنص العادة الثامنة على: «ابحث عن صوتك وألهم الآخرين كي يجدو أصواتهم..».

## وفاته
توفي د. كوفي، في أحد المستشفيات بولاية أيداهو عن عمر يناهز 79 عاما حسبما أعلنت أسرته اليوم الإثنين. وقالت الأسرة في بيان بثته محطة التلفزيون المحلية (كيه.إس.إل) إن ستيفن توفي متأثراً بمضاعفات حادث دراجة تعرض له في نيسان/أبريل الماضي. لفظ ستيفن كوفي أنفاسه الأخيرة في الثانية والربع بالتوقيت المحلي في مركز طبي بولاية أيداهو الواقعة غرب الولايات المتحدة أثناء تواجد أفراد أسرته معه. 16 يوليو 2012م

## وصلات خارجية
- ستيفن كوفي على موقع IMDb (الإنجليزية)
- ستيفن كوفي على موقع ميوزك برينز (الإنجليزية)
- ستيفن كوفي على موقع أول ميوزيك (الإنجليزية)
- ستيفن كوفي على موقع ديسكوغز (الإنجليزية)

- الموقع الرسمي